# La storia di San Michele
La storia di San Michele (The Story of San Michele) è un'opera letteraria, scritta da Axel Munthe, pubblicata per la prima volta a Londra dall'editore John Murray nel 1929, ed arrivata in Italia, con l'edizione dei Fratelli Treves, nel 1932. Calata nella realtà di un'Europa cancellata dalla prima guerra mondiale, ed elaborata in un momento particolarmente doloroso dall'autore, ormai anziano e malato agli occhi, quest'opera coglie il legame profondo che intreccia ogni esistenza alle altre, e in particolare quello presente tra Munthe e Capri, isola che il medico riconoscerà come proprio luogo di elezione, nel quale essere propriamente se stesso.

## Personaggi principali
- Axel Munthe: medico svedese, autore e protagonista.

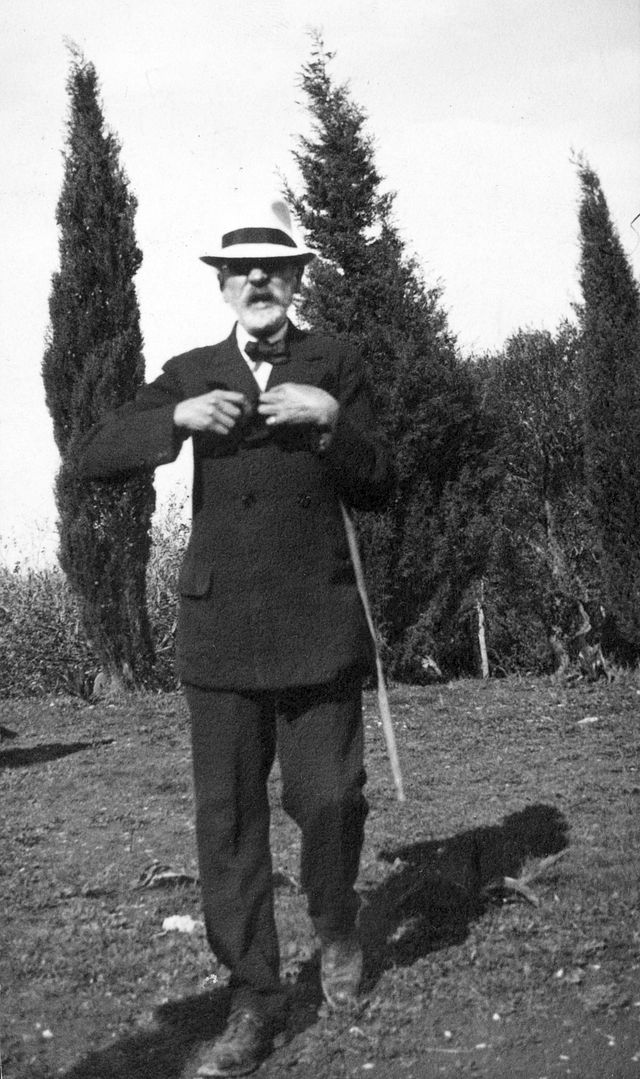
Axel Munthe

- Jean-Martin Charcot: neurologo francese di fama mondiale, detentore della prima cattedra di neurologia all'istituto Salpêtrière.
- Paul Jules Tillaux: medico al quale Munthe deve la vita.
- John: bimbo adottato per un breve periodo da Munthe.
- Madame Réquin: gestrice di un "traffico" di bambini.
- Rosalie: "una specie di bonne à tout faire".[1]
- Mamsell Agata: domestica di casa Munthe.
- Nostrom: medico contemporaneo di Munthe e suo amico.
- Turi: capo di un campo lappone.
- miss Hall: domestica inglese di Munthe durante il periodo Romano, fedelissima alla famiglia reale.

## Trama
L'opera si apre con il racconto della prima visita di Axel Munthe a Capri, avvenuta quando lo stesso aveva 18 anni. In questa occasione, il futuro medico si "scontrò" con la realtà dell'isola, del tutto diversa da quella parigina, o comunque europea, a cui era abituato. Si trovò, infatti, a rapportarsi con persone completamente diverse dalle sue frequentazioni abituali. A Capri ognuno aveva un ruolo ben preciso all'interno della "comunità", indipendentemente dalla sua estrazione sociale, dettato, molto spesso, dalla tradizione e dall'abitudine. È proprio accompagnato da una di queste personalità, Maria Portalettere, che Axel Munthe giunse al cospetto dei resti di un palazzo appartenuto in passato all'imperatore romano Tiberio, affiancati da una cappelletta in disuso e da un vigneto di proprietà di mastro Vincenzo, altro abitante dell'isola. Fu allora che l'idea della costruzione di Villa San Michele cominciò a farsi spazio nell'animo e nella mente del medico, colpito a tal punto dalla bellezza dell'isola da percepirne addirittura lo spirito, rappresentato allegoricamente da una figura "avvolta in un ricco manto", con la quale strinse un "patto spirituale", secondo cui sarebbe divenuto il legittimo proprietario della terra su cui erigere la villa solo a condizione di rinunciare "all'ambizione di far[si] un nome nella [sua] professione".

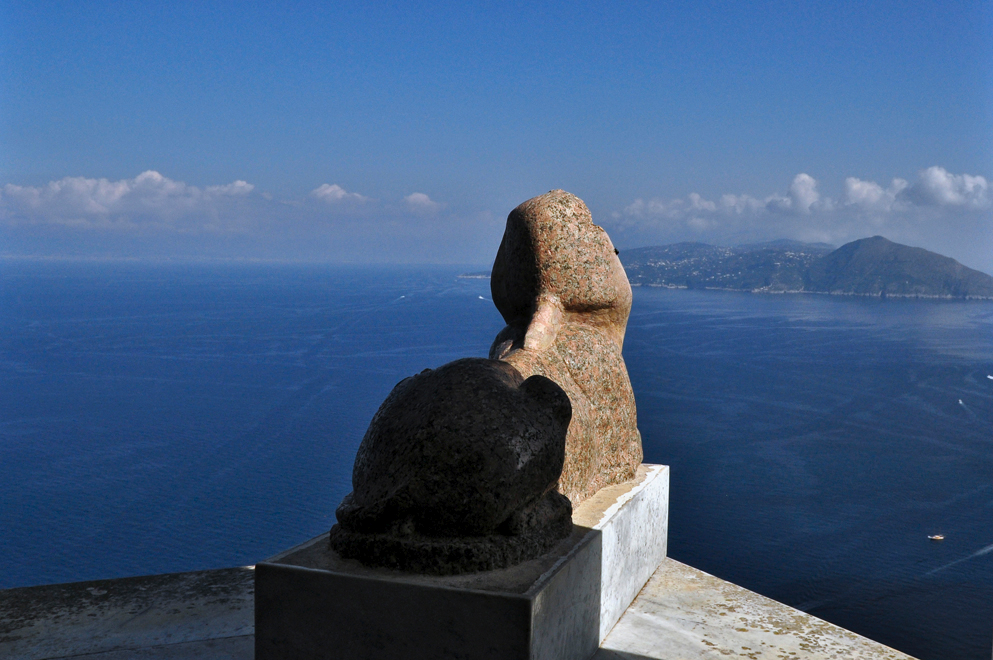
La Sfinge di villa San Michele

### Periodo francese
Spinto dal desiderio sempre più ardente di tener fede al "patto" pronunciato, Munthe tornò a Parigi per completare il suo corso di studi, al termine del quale accumulò già una considerevole quantità di riflessioni sulla sua "implacabile nemica": la Morte. Una volta laureato, cominciò a praticare la professione presso l'Avenue de Villeries, dove ebbe accesso ad una tipologia di clientela rappresentata soprattutto da donne "nevrotiche" e non sempre afflitte da un male "reale", quanto da una incontrollabile smania di attenzioni sfociante nelle più svariate malattie. La diagnosi più "usata" era quella della colite, malattia al tempo poco conosciuta, che gli permise sia di trattare con questi individui senza sminuire il loro stato d'animo, sia di influenzare il loro stile di vita al punto tale da farli sentire rigenerati, e quindi "guariti", dal loro male "immaginario". Tali furono i risultati di questa strategia, che Munthe guadagnò sempre più successo, accedendo agli strati sempre più alti della società parigina, con i quali intrattenne rapporti talvolta anche personali. Ciò nonostante, le spiccate qualità umanistiche del medico, fecero sì che egli non perdesse mai la propensione a dedicarsi alle fasce più umili della società, o addirittura ad animali come cani, da lui definiti "incapaci di dissimulare, ingannare e mentire, in quanto incapaci di parlare", affinando sempre più le sue capacità di comprensione dell'animo e della psiche umana. E proprio a causa della sua spiccata dedizione verso le persone in difficoltà, il medico si trovò a dover affrontare una delle esperienze che maggiormente rimase impressa nella sua mente: l'epidemia di difterite che colpì i bambini del quartiere di Montparnasse.

### Il colera a Napoli
Dopo una breve esperienza in Lapponia, nella quale l'autore si ritrovò catapultato in una società ancor più diversa da quella a cui era abituato, dove il rapporto tra uomo e natura assumeva caratteristiche a tratti mistiche, Munthe sbarcò a Napoli, accedendo ad un'altra esperienza che avrebbe segnato il resto della sua vita: l'epidemia di colera scoppiata nell'estate del 1884. Durante questo periodo, infatti, il medico si trovò calato nella realtà disastrata di una città completamente in balia di questa malattia. La situazione era talmente tragica che l'autore la descrisse con queste parole:
(Axel Munthe, "La storia di San Michele", pag. 143)
 Proprio all'indomani di un'esperienza di cotanta forza d'impatto che l'autore approfondì in maniera definitiva la sua conoscenza della Morte, e della sua continua instancabile lotta con la vita, gestita da un "immutabile legge di equilibrio", che garantisce un "infinito pareggio tra le parti".

### Rapporti con la società, Salpêtrière e ritorno a Capri

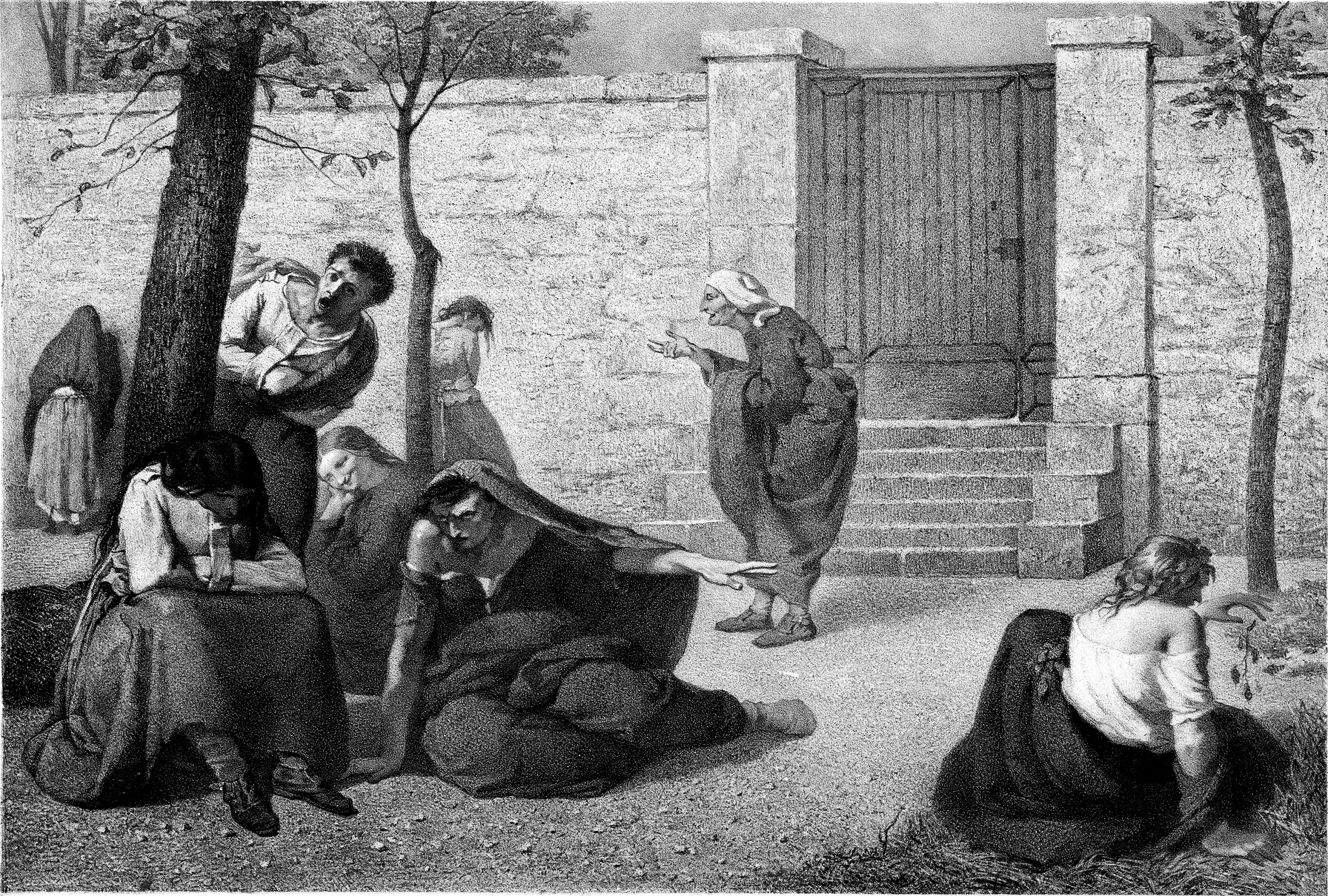
Quadro di Gautier raffigurante la Salpêtrière

Tornato a Parigi, Axel Munthe riprese l'esercizio della sua professione, che lo portò, a compiere la sua prima opera di imbalsamazione, con annesso trasporto in Svezia, della salma di un ragazzo di diciotto anni, deceduto dopo un inverno passato in un avanzato stato di etisia ed a rapportarsi nuovamente con esponenti della classe di spicco della società parigina. Significativo fu, in particolare, l'episodio del visconte Murice, con il quale raggiunse addirittura lo scontro a fuoco, vinto dal medico per un puro riflesso incondizionato del suo corpo. Dopo un successivo breve intermezzo svedese, durante il quale l'autore si improvvisò attore e direttore di un gruppo teatrale per aiutare un amico, egli si trovò a dover gestire i rapporti con i suoi colleghi del tempo, verso i quali provava alternativamente sentimenti contrastanti. Rispetto ed ammirazione prevalevano ad esempio nei casi di Charcot, a cui doveva parte della sua preparazione, e del professor Tillaux al quale doveva addirittura la vita, disprezzo e distacco professionale, erano invece preponderanti nei confronti di un suo collega che, interessato maggiormente al risvolto economico della sua professione, lo aveva chiamato per un consulto su di un caso di parto, complicatosi a causa della sua negligenza, e della sua assistente, madame Réquin, gestrice di un “commercio” di bambini nati da “gravidanze indesiderate” e abbandonati alla clinica. Animato dalla sua grande sensibilità, Munthe decise di prendere con sé uno di questi bambini, John, riuscendo a regalargli, con l'aiuto di una sua paziente, una nuova possibilità di felicità, distrutta irrimediabilmente dalla morte prematura del pargolo a causa di una malattia.
Una svolta considerevole nella vita dell'autore, si ebbe con l'inizio della sua esperienza lavorativa alla Salpêtrière, al fianco di Charcot. Qui, infatti, ebbe la possibilità di approfondire in maniera considerevole la sua esperienza di casi clinici legati a malattie neurologiche e alla loro possibile cura tramite la pratica di sedute ipnotiche. Dopo, però, aver assistito a numerose dimostrazioni ed aver effettuato numerose verifiche, Munthe si rese conto dei possibili risvolti negativi di questo tipo di terapia, e decise di tentare di allontanare dalla clinica una paziente, ritenendo più salutare un suo ritorno a casa. Scoperto in questo suo tentativo, venne allontanato dalla clinica per ordine dello stesso Charcot, evento, questo, al quale fu associato l'inizio di una fase particolarmente buia della vita dell'autore. Colpito, infatti, da considerevoli problemi di insonnia, le attività legate alla sfera professionale, oltre che a quella personale, cominciarono a costituire un problema sempre maggiore per Munthe, portandolo, man mano alla consapevolezza della necessità di lasciare Parigi, per fare ritorno a Capri, cosa che l'autore decise di fare nonostante i tentativi di persuasione da parte dei suoi amici. Tornato a Capri nel 1887, Munthe cominciò, pieno di aspettative, la costruzione di villa San Michele, aiutato da mastro Nicola e dai suoi tre figli. Ben presto gli effetti benefici dell'isola cominciarono a pervadere l'autore, che sin dalla prima notte recuperò il sonno e la lucidità, lanciandosi con tutto se stesso nella realizzazione del suo desiderio. La villa, come profetizzato dal patto fatto con lo spirito del luogo, sembrò che si costruisse quasi da sola. Munthe scrisse:
(Axel Munthe, "La storia di San Michele", pag. 287)
I lavori proseguirono spediti sulle indicazioni del medico, talvolta banalmente orali, altre abbozzi di disegni planimetrici sviluppati sulle mura già erette, fino a quando l'autore non ricevette la visita di un suo amico: il barone Bildt, ministro svedese, il quale riportò il medico alla realtà ponendolo di fronte alla necessità di denaro al fine di continuare l'opera di costruzione. Per far fronte a questa necessità, Axel Munthe, su consiglio del barone stesso, decise di recarsi a Roma e di ricominciare a praticare la sua professione in loco, fino a che non avesse raggiunto la disponibilità economica necessaria per continuare i lavori.

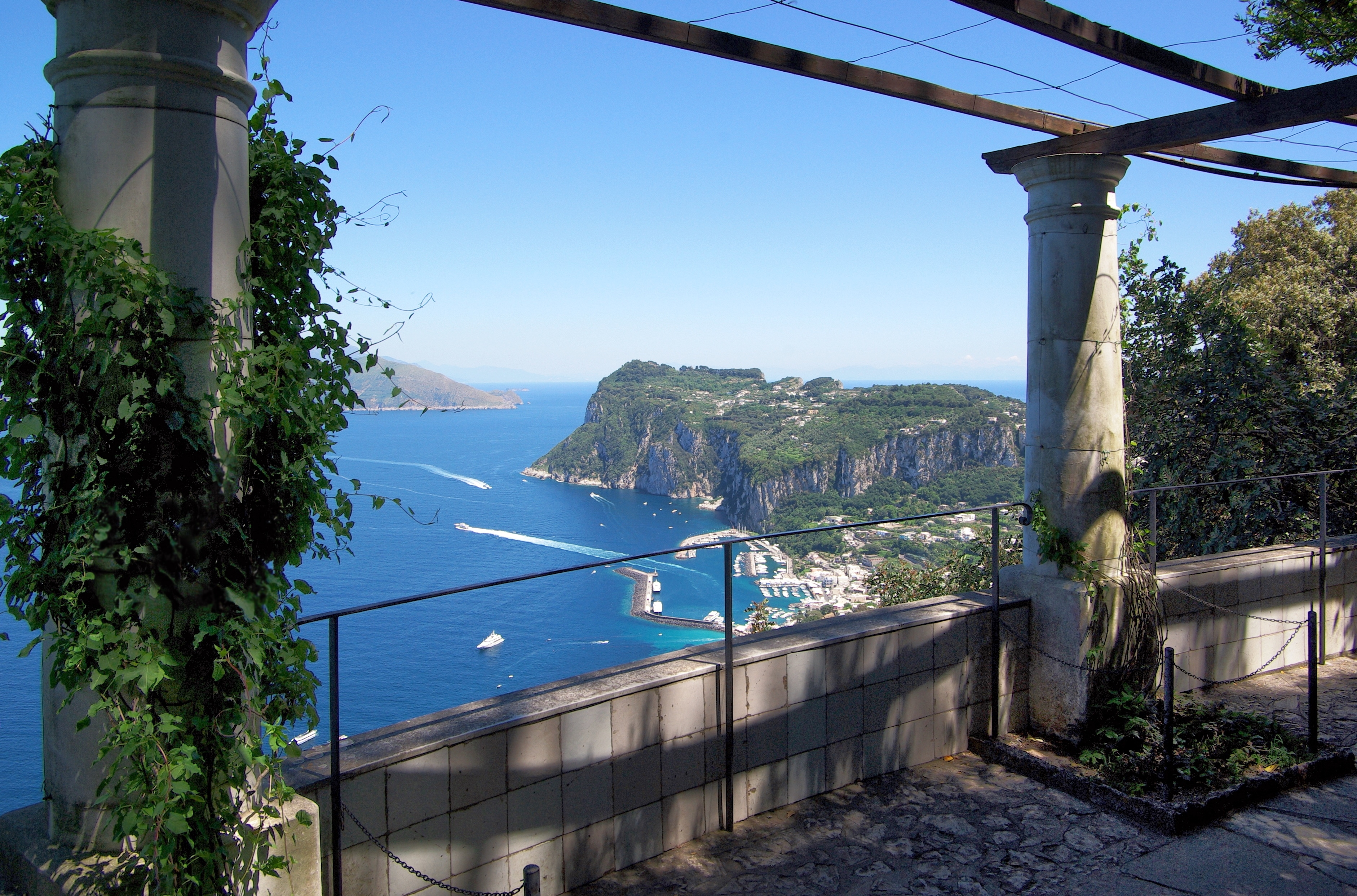
Veduta del porto di Capri dalla piazzetta di villa San Michele

### Periodo romano
Nella nuova città, l'autore ottenne ben presto un successo notevole tra i suoi pazienti, arrivando, in maniera quasi fulminea, ad essere considerato come uno dei medici più affermati del posto. Ciò nonostante i problemi contro cui fu costretto a combattere in Francia si ripresentarono in Italia, dove egli si trovò a dover fronteggiare nuovamente la società del posto ed in particolare i suoi nuovi colleghi, in molti casi invidiosi del suo irrefrenabile successo, verso i quali, nella maggior parte dei casi, come accaduto a Parigi, provava un forte senso di antipatia e distacco professionale. Nonostante ciò, fu proprio grazie ad alcuni di loro, infatti, che Munthe acquisì un'esperienza sempre maggiore, come nei casi del dottor Ehrhardt e di un altro suo collega di cui Munthe non cita il nome, con i quali condivise esperienze lavorative e di arricchimento spirituale di notevole importanza, o nel caso del dottor Campbell, dal quale ricevette in regalo la sua scimmia Billy, che lo avrebbe seguito nel suo successivo ritorno a Capri. I suoi colleghi, però, non furono gli unici esponenti della società romana con i quali Axel Munthe si trovò a rapportarsi. Fondamentali, soprattutto dal punto di vista umano, furono i rapporti con un ordine di suore, le Piccole Suore dei Poveri, grazie alle quali il medico riuscì a mantenere vivi i suoi contatti anche con la parte meno agiata della società romana. Inoltre, sempre guidato dal suo animo caritatevole, egli si recò presso Messina, città colpita il 28 dicembre 1908 dal famoso terremoto di Messina, catastrofe che dilaniò completamente il luogo:
(Axel Munthe, "La storia di San Michele", pag. 344)
Qui l'autore fece esperienze di vita che lo portarono a patire la fame e ad affrontare nuovamente, seppur in una veste diversa, la Morte. Utili dal punto di vista professionale, furono invece i rapporti del medico con la famiglia reale inglese, resi possibili da una sua nuova collaboratrice, miss Hall, personalità incarnante il perfetto stereotipo della donna inglese, grazie ai quali Axel Munthe riuscì a reperire finalmente il danaro necessario alla costruzione di villa San Michele.

### Periodo caprese
Fatto ritorno a Capri, l'autore riprese i lavori di costruzione della sua villa riuscendo a superare tutte le difficoltà e, finalmente a concluderla. Cominciò così una fase della storia di Munthe da lui definita come “la più bella della sua vita”, durante la quale il medico poté apprezzare le bellezze naturali e culturali dell'isola, a partire dai suoi incantevoli luoghi come la grotta azzurra, e continuando con le sue tradizioni, come la festa di Sant'Antonio.

### Nella torre
Il periodo caprese, si concluse purtroppo in maniera drammatica per l'autore, il quale, già cieco da un occhio, fu costretto a ritirarsi in Svezia, dove, in una vecchia torre, “concluse", ovviamente metaforicamente, la sua vita, riuscendo però a riconciliarsi con la sua eterna rivale, la Morte, riconoscendola come semplice “Legge della Natura”, completamente slegata dal ruolo di punitrice, e addirittura accettata come compagna che "ti aiuta ad entrare nel tuo ultimo sogno”.

## La critica
Sebbene, quest'opera di Axel Munthe, abbia da sempre costituito per i critici un grande dilemma, in quanto di difficile catalogazione, l'opinione pubblica è sempre stata divisa in due fazioni contrapposte nell'esprimere giudizi al riguardo, riflettendo in tal maniera i reciproci sentimenti divergenti, nei confronti del suo autore. Nonostante ciò, "La storia di San Michele", ha raggiunto notevoli picchi di popolarità, fino ad essere definita come “il libro più venduto insieme alla Bibbia ed al Corano”. Antonio Brighetti è arrivato ad affermare che quest'opera è “la più folgorante della letteratura moderna”, e che al suo interno è possibile percepire tutta la grandezza umana dell'autore, capace di trasmettere “un sentimento, grandioso, di tristezza e di pietà, per tutto e tutti, anche per i cattivi, anche per i malvagi, che soltanto può scaturire dal cuore di un medico”.

## Alcune Edizioni Italiane
- Axel Munthe, "La storia di San Michele", Treves, Milano, 1932
- Axel Munthe, "La storia di San Michele", Treves, Milano, 1933
- Axel Munthe, "La storia di San Michele", Treves, Milano, 1934
- Axel Munthe, "La storia di San Michele", Treves, Milano, 1939
- Axel Munthe, "La Storia di San Michele", Garzanti, Milano 1940
- Axel Munthe, "La storia di San Michele", Garzanti, Milano, 1943
- Axel Munthe, "La storia di San Michele", Garzanti, Milano, 1944
- Axel Munthe, "La storia di San Michele", Garzanti, Milano, 1947
- Axel Munthe, "La storia di San Michele", Garzanti, Milano, 1949
- Axel Munthe, "La storia di San Michele", Garzanti, Milano, 1958
- Axel Munthe, "La storia di San Michele", Garzanti, Milano, 1963
- Axel Munthe, "La storia di San Michele", Garzanti, Milano, 2004